# Finska mästerskapet i bandy 1933
Finska mästerskapet i bandy 1933 avgjordes genom en enda serie. Viipurin Sudet vann mästerskapet.

## Mästerskapsserien

### Slutställning
| Lag                 | Spelade | Vinster | Oavgjorda | Förluster | Målskillnad | Poäng | VS | HIFK | VPS | KIF | HJK | JuP |
| ------------------- | ------- | ------- | --------- | --------- | ----------- | ----- | -- | ---- | --- | --- | --- | --- |
| Viipurin Sudet      | 5       | 4       | 1         | 0         | 17-8        | 9     |    | 1-1  | 2-1 | 4-3 | 5-2 | 5-1 |
| IFK Helsingfors     | 5       | 3       | 1         | 1         | 9-3         | 7     |    |      | 1-0 | 3-1 | 0-1 | 4-0 |
| Viipurin Palloseura | 5       | 3       | 0         | 2         | 8-7         | 6     |    |      |     | 2-1 | 2-1 | 3-2 |
| Kronohagens IF      | 5       | 1       | 1         | 3         | 9-9         | 3     |    |      |     |     | 0-0 | 4-0 |
| HJK                 | 5       | 1       | 1         | 3         | 6-10        | 3     |    |      |     |     |     | 2-3 |
| Jukolan Pojat       | 5       | 1       | 0         | 4         | 6-18        | 2     |    |      |     |     |     |     |

### Finska mästarna
- A. Blomberg
- Arvo Närvänen - Yrjö Leppänen
- Tapio Hahl - T. Koskinen - Kalle Hahl
- Aarne Hahl - Heikki Loikkanen - V. Nyyssönen - M. Siren - Niilo Jantunen

## B-mästerskapet

### Matcher

#### Omgång 1
- Akilles - PPS 3-2
- HPS - HAK luov.
- RaPi - PP 6-3
- VPS - VIFK 5-3
- Reipas - EK 9-2
- LUM - LL 14-1
- SPS - JPS 7-5
- VU - Sapka 3-0

#### Omgång 2
- Akilles - HPS 3-1
- VPS - RaPi 6-2
- LUM - Reipas 4-2
- VU - SPS 4-1

#### Semifinaler
- Akilles - VPS 3-1
- Varkauden U - LUM 2-0

#### Final
- Akilles - Varkaus 5-3

Porvoon Akilles vann B-mästerskapet.

## AIF-final
| Lag 1              | Resultat | Lag 2           |
| ------------------ | -------- | --------------- |
| Helsingin Kullervo | 1-0      | Sorvalin Veikot |